# Georg Tauber
Georg Tauber (geboren 11. Mai 1901 in Rosenheim; gestorben 21. Oktober 1950 in Kempfenhausen) war ein deutscher Werbezeichner, Künstler und Überlebender der Konzentrationslager Sachsenhausen und Dachau.

## Leben
Der Werbezeichner Georg Tauber wurde durch eine Verletzungbehandlung abhängig von Schmerzmitteln. Seine Abhängigkeit trieb ihn in die Beschaffungskriminalität, wodurch er mehrmals mit dem Gesetz in Konflikt geriet. Auch nach Klinikaufenthalten in der Heil- und Pflegeanstalt Erlangen schaffte er es nicht, von seiner Abhängigkeit loszukommen, seine Ehe zerbrach.
Nach weiteren Straftaten wurde er im Mai 1938 zu einer Gefängnisstrafe verurteilt. Aufgrund seiner Suchterkrankung und der vorangegangenen Klinikaufenthalte wird er in den Polizeiakten als „asozial“ geführt.
Im Januar 1940 erfolgte seine Einlieferung in das KZ Sachsenhausen. Drei Monate später, im April 1940, wurde er in das KZ Dachau überstellt und war dort bis zur Befreiung am 29. April 1945 inhaftiert. Es gelang ihm, im Konzentrationslager zu zeichnen, u. a. Glückwunschkarten für Mitgefangene und Aquarelle für einen Zivilangestellten.
Die Mehrzahl der von Tauber erhaltenen Zeichnungen jedoch stammen aus der Zeit nach der Befreiung des KZ Dachau. In ihnen hat Tauber die Gewalt und die Leiden im Konzentrationslager für die Nachwelt festgehalten. Sie wurden so zu wichtigen Beweisen für die Nachwelt, wie der gleichnamige Titel einer Sonderausstellung in der KZ-Gedenkstätte Dachau 2016 betonte.
Außerdem setzte sich Tauber in der Nachkriegszeit für die Anerkennung aller Verfolgtengruppen ein, insbesondere der Gruppe der als „asozial“ stigmatisierten. Dieser Kampf hatte im Bayern der späten 1940er-Jahren allerdings kaum Resonanz, sodass sein Einsatz und seine Zeichnungen erst deutlich später Anerkennung und Würdigung erfuhren.
Georg Tauber starb am 21. Oktober 1950 an Tuberkulose.